# Hans Fender
Hans Fender (geboren 1854 in Frankfurt an der Oder als Johannes Wilhelm August Fender; gestorben 9. März 1926 in Berlin) war ein deutscher Theaterschauspieler.

## Leben
Fender begann seine Bühnenlaufbahn 1874 am Stadttheater Ploen und wirkte anschließend an mehreren kleineren Bühnen. 1878 bekam er ein Engagement am Vorstädtschen Theater (Berlin) und konnte im darauffolgenden Jahr ans dortige Nationaltheater wechseln. Weitere Stationen waren 1880 in Göttingen, 1881 Bremerhaven, 1882 Mühlhausen, 1883 Halle, 1884 bis 1885 Königsberg, 1886 bis 1887 Stettin, 1888 Zürich, 1880 Elberfeld, 1890 bis 1892 Nürnberg, 1893 Bremen, fungierte von 1894 bis 1896 in Mannheim, 1899 in Halle, 1900 in Wiesbaden und trat sodann in den Verband des Stadttheaters in Riga.
Er war Charakterkomiker der alten Schule, und sein breiter, stark pointierter Humor erzielte bei seiner Verehrergemeinde reichen Beifall. Auch unterließ er es nicht, seine Rollen mit komischem Aufputz zu versehen, der gerade bei diesem Künstler seine Wirkung nicht verfehlt – im ganzen ein verdienstvoller Darsteller, der in der Klassik wie im bürgerlichen Stück viele prächtige Leistungen aufzuweisen hatte. Namentlich in den Lustspielen von Roderich Benedix und Gustav von Moser war er vortrefflich und gerne gesehen. Sein künstlerischer Lebensweg nach 1902 ist unbekannt.
Fender war in erster Ehe mit Auguste Caroline Frieda Minna Lanz und in zweiter Ehe seit 1885  mit der Schauspielerin und Sängerin Marie Fender-Unger verheiratet.

## Rollen (Auswahl)
- Zettel –  Ein Sommernachtstraum (William Shakespeare)
- Piepenbrinck
- Max – Der Weiberfeind (Roderich Benedix)
- Dr. Wespe – Doctor Wespe (Roderich Benedix)
- Pater familias – Eine kranke Familie (Gustav von Moser)
- Geheimrat Görzenich – Der Salontiroler (Gustav von Moser)